# Miladini
Miladini is een plaats in de gemeente Jastrebarsko in de Kroatische provincie Zagreb. De plaats telt 73 inwoners (2001).